# 岩兰薁
岩蘭薁（英語：Vetivazulene）是薁的一种衍生物，分子式為C15H18。它是癒創薁的同分异构体，可从岩兰草中提取。它和N,N-二甲基甲酰胺在三氯氧磷存在下反应，可以得到4,8-二甲基-2-异丙基薁-1-甲醛（岩蘭薁甲醛）。